# Таунер (округ)
Округ Таунер (англ. Towner County) располагается в штате Северная Дакота, США. Официально образован в 1883 году. По состоянию на 2013 год, численность населения составляла 2317 человек.

## География
По данным Бюро переписи США, общая площадь округа равняется 2 698,783 км2, из которых 2 654,753 км2 — суша, и 17,000 км2, или 1,630 % — это водоёмы.

## Население
По данным переписи населения 2000 года в округе проживает 2876 жителей в составе 1218 домашних хозяйств и 785 семей. Плотность населения составляет 1,00 человек на км2. На территории округа насчитывается 1558 жилых строений, при плотности застройки около 1,00-го строения на км2. Расовый состав населения: белые — 97,32 %, афроамериканцы — 0,07 %, коренные американцы (индейцы) — 2,05 %, азиаты — 0,07 %, гавайцы — 0,00 %, представители других рас — 0,03 %, представители двух или более рас — 0,45 %. Испаноязычные составляли 0,17 % населения независимо от расы.
В составе 27,30 % из общего числа домашних хозяйств проживают дети в возрасте до 18 лет, 56,90 % домашних хозяйств представляют собой супружеские пары, проживающие вместе, 4,60 % домашних хозяйств представляют собой одиноких женщин без супруга, 35,50 % домашних хозяйств не имеют отношения к семьям, 33,60 % домашних хозяйств состоят из одного человека, 18,70 % домашних хозяйств состоят из престарелых (65 лет и старше), проживающих в одиночестве. Средний размер домашнего хозяйства составляет 2,31 человека, и средний размер семьи 2,93 человека.
Возрастной состав округа: 24,60 % — моложе 18 лет, 3,60 % — от 18 до 24, 24,00 % — от 25 до 44, 24,50 % — от 45 до 64, и 24,50 % — от 65 и старше. Средний возраст жителя округа — 44 года. На каждые 100 женщин приходится 97,00 мужчин. На каждые 100 женщин старше 18 лет приходится 96,00 мужчин.
Средний доход на домохозяйство в округе составлял 32 740 USD, на семью — 39 286 USD. Среднестатистический заработок мужчины был 24 917 USD против 17 335 USD для женщины. Доход на душу населения составлял 17 605 USD. Около 6,30 % семей и 8,90 % общего населения находились ниже черты бедности, в том числе — 9,20 % молодежи (тех, кому ещё не исполнилось 18 лет) и 8,80 % тех, кому было уже больше 65 лет.